# 大久保氏
大久保氏（おおくぼし）は、武家・華族だった日本の氏族。三河大久保氏と薩摩大久保氏が著名。
三河大久保氏は江戸時代に譜代大名だった家で廃藩置県まで残った大名の大久保家に小田原藩主家、荻野山中藩主家、烏山藩主家の3家があり、いずれも維新後華族の子爵家に列した。また非大名ながら、勲功により華族に列せられた分家として、子爵家の大久保一翁家、男爵家の大久保春野家がある。
薩摩大久保氏は幕末明治の頃に大久保利通を出し、その勲功により華族の侯爵家に列した。

## 三河大久保氏

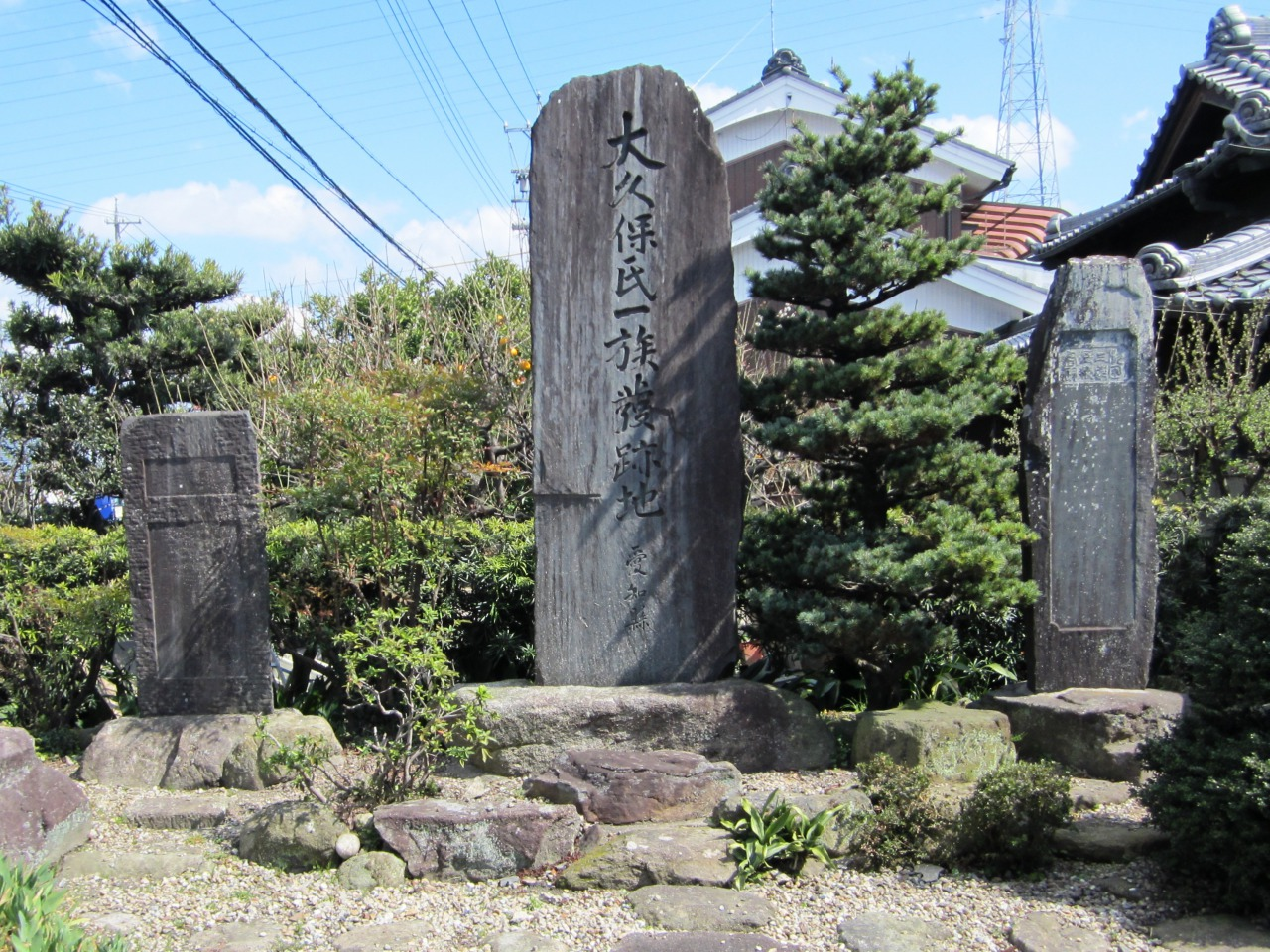
大久保氏一族発跡地（愛知県岡崎市上和田町）

関東の豪族・宇都宮氏の庶流である武茂氏からの分流で、南北朝の争乱の際に武茂時綱の子の武茂泰藤が奥三河の松平郷に居住した松平氏に仕えたと自称するが、関連性を立証する資料は存在しない。
大久保忠茂または大久保忠俊の代に越前国出身の武芸者にあやかり大窪（大久保）姓を称した。
『柳営秘鑑』の中では、安祥松平家（松平宗家・徳川家）安祥城居城時代からの最古参の安祥譜代7家の1つに挙げられている。
歴史学者の村岡幹生は『三河物語』に大久保氏の記述が頻出するのが松平清康の時代以降であることを指摘し、大久保氏は清康によって吸収された岡崎松平家の旧臣であったとする説を唱えている。
戦国時代に徳川家康の配下として知られるようになり、主に大久保忠員の子である大久保忠世、忠佐の兄弟が主要な合戦で武功を挙げている。

### 江戸期

#### 小田原藩主家（宗家）
忠世の子・大久保忠隣は徳川秀忠付けとなり、やがて老中に抜擢されるほど重用される。しかし1614年（慶長19年）、忠隣は改易処分となる。身柄は井伊直孝に預けられ、近江国栗太郡中村へ配流された。忠隣は赦免される事なく、その地で没している。
忠隣の次男以下も処分対象であったが、蟄居処分で済んでいる。
1625年（寛永2年）、忠隣の孫・忠職の代になって、ようやく赦免された。美濃国加納藩5万石、播磨国明石城7万石を経て、慶安2年（1649年）に肥前国唐津藩8万3000石に封された。実子に次々と早世された忠職の養子（忠隣の三男教隆次男）として相続した大久保忠朝の代には下総国佐倉藩9万3000石を経て、貞享3年（1686年）に相模国小田原藩10万3000石に封され、70余年ぶりに小田原が封地に戻された。元禄7年（1694年）の加増で11万3000石となる。
以降幕末まで大久保家による小田原世襲支配が続いたが、幕末維新期の藩主大久保忠礼は官軍に抗したため、明治元年（1868年）6月4日に城地収公及び位階官職剥奪となっている。しかし、同年12月4日に忠礼の養子（大久保教長の子）忠良に改めて小田原7万5000石が与えられて家名存続が許された。廃藩置県で解任されるまで小田原藩知事を務めた。明治2年に華族に列する（→大久保子爵家（宗家）へ）。

#### 傍系
戦国期の忠員の兄弟である忠俊の子孫は旗本になった。また、忠行は戦で足が不自由になった後に菓子作りで徳川家康に仕えて、後に神田上水の開削に努めた功によって子孫は代々江戸幕府の菓子司を務めたという伝説がある。
忠員の子である忠世・忠佐兄弟には、他にも「天下の御意見番」の異名で呼ばれる忠教（彦左衛門）がおり千石の旗本として家名を伝えた。
彦左衛門の系統以外に、忠為の系統も存在する。忠為の直系孫・常春は下野国烏山藩2万石を起こした上に、老中に抜擢された。その子忠胤の代に加増されて3万石となった。同家は廃藩置県まで烏山藩に在封し、維新後華族の子爵に列した（→大久保子爵家（烏山）へ）。
忠為の四男・忠舊は紀州藩士となっていたが、孫娘・深徳院は9代将軍・徳川家重の生母となっている。そのため深徳院の弟たちは幕臣に召し出された。
また小田原の忠朝の次男教寛は駿河国松長藩1万6000石を与えられ、教翅の代の天明3年（1783年）に陣屋を写して相模国中荻野藩主となっている。廃藩置県まで同地に在封し、維新後華族の子爵に列した（→大久保子爵家（荻野山中）へ）。
なお、幕末・明治期の政治家大久保一翁（忠寛）は、大久保忠俊の子で伯父に当たる忠久の養子となった大久保忠政の三男、忠利（忠重）の末裔である。同家も維新後に一翁の勲功により華族の子爵家に列せられた（→大久保子爵家（一翁）へ）。

### 明治以降

#### 大久保子爵家（宗家）
小田原藩の最後の藩主大久保忠良は、明治2年（1869年）6月19日版籍奉還で知藩事に転じ、明治4年（1871年）7月15日廃藩置県に伴う解任まで在職した。
明治2年（1869年）6月17日の版籍奉還に際して華族制度が誕生すると、大久保忠良も旧大名として華族に列する。版籍奉還の際に定められた家禄は現米で2,341石
忠良は明治8年7月8日に隠居し、前当主の忠礼が再度家督。忠良はその後陸軍に入隊して西南戦争で戦死した。
明治9年8月5日の金禄公債証書発行条例に基づき家禄の代わりに支給された金禄公債の額は8万3705円27銭2厘。当時の忠礼の住居は東京市芝区浜松町にあった。当時の家扶は志谷長明と横井廣朗。
明治17年（1884年）7月7日に華族令が施行されて華族が五爵制になると、7月8日に旧小藩知事として忠礼が子爵に叙せられた。
明治30年8月10日に忠礼が死去した後には忠一（ただまさ）が爵位と家督を相続。夫人峯子は本庄宗武子爵の五女。
忠一は大正5年12月26日に死去し、その息子忠言（ただとき）が爵位と家督を継承。忠言の先妻愛子は戸田氏秀伯爵の長女、後妻敞子は九条道実公爵の六女。忠言の代の昭和前期に子爵家の住居は東京市麻布区宮村町にあった。
忠言の長男は昭和17年7月5日生まれの忠智（ただとも）。夫人富子は鶴田岩森の次女。平成前期に忠智は横浜ゴム株式会社に勤務しており、住居は神奈川県平塚市中里にあった。忠智の長男に昭和49年11月1日生まれの忠晃（ただてる）がある。

#### 大久保子爵家（烏山）
烏山藩の最後の藩主大久保忠順は、明治2年（1869年）6月20日版籍奉還で知藩事に転じ、明治4年（1871年）7月15日廃藩置県に伴う解任まで在職した。
明治2年（1869年）6月17日に華族制度が誕生すると、忠順も旧大名として華族に列する。版籍奉還の際に定められた家禄は現米で753石
明治9年8月5日の金禄公債の額は2万5755円52銭。当時の忠順の住居は東京市浅草区浅草にあった。当時の家扶は瀧田千秋と伊藤善陳。
明治17年（1884年）7月7日に華族が五爵制になると、7月8日に旧小藩知事として忠順が子爵に叙せられた。その後、忠順は貴族院の子爵間選挙に当選して貴族院議員を務めた。
忠順は大正3年5月11日に没し、その長男忠春が爵位と家督を相続。忠春夫人銈子は稲垣長昌長女。忠春も貴族院の子爵議員に当選して務めた。彼の代の昭和前期に子爵家の住居は東京市中野区文園町にあった。
忠春の長男は忠訓（ただのり）。その夫人陽子は加藤則三長女。忠訓は医学博士号を持つ医師であり、平成前期には静岡県浜松市菅原町に在住して大久保外科医院院長を務め、また浜松医師会会長を務めていた。

#### 大久保子爵家（荻野山中）
中荻野藩の最後の藩主大久保教義は、明治2年（1869年）6月23日版籍奉還に際して荻野山中藩と改名の上、その知藩事に就任し、明治4年（1871年）7月14日廃藩置県に伴う解任まで在職した。
明治2年（1869年）6月17日に華族制度が誕生すると、教義も旧大名として華族に列する。版籍奉還の際に定められた家禄は現米で466石
明治9年8月5日の金禄公債の額は1万8585円19銭4厘。当時の教義の住居は東京市芝区浜松町にあった。当時の家扶は仁科信敬。
明治17年2月22日に教義は隠居し、長男の教正が家督。同年7月7日に華族が五爵制になり、旧小藩知事として教正が子爵に列した。教正夫人親子は鍋島直紀子爵の六女。
明治33年8月29日に教正が死去した後、長男の教尚が爵位と家督を相続。貴族院の子爵議員に当選して務めた。教尚夫人敦子は大久保忠一子爵長女。教尚の代の昭和前期の子爵家の住居は東京市世田谷区代田にあった。
教尚の長男は教道（のりみち）。彼の夫人幸は大隈菊次郎次女。教道の代の平成前期の住居は千葉県松戸市小金にあった。

#### 大久保子爵家（一翁）
幕末に幕府の外国奉行や若年寄などを務めた旗本で明治以降は東京府知事や元老院議官などを歴任した従二位大久保一翁（忠寛）は家柄では華族になれる資格はなかったが、本人の勲功により1887年（明治20年）に子爵に叙された。
一翁は明治21年7月31日に死去。長男の業（なり）が爵位を継承したが、明治23年7月7日に業も死去。そのため一翁の三男立（たつ）が兄の業の養子として爵位を継承。立は造船中将まで昇進した海軍軍人であり、予備役入り後には子爵間の選挙で貴族院議員に当選した。立の夫人幾子は、土岐頼知子爵の四女。彼の代の昭和前期に子爵家の住居は東京市荏原区小山町にあった。
立は昭和16年2月11日に死去し、その長男の寛一が爵位を継承。寛一夫人恵子は徳川達孝伯爵の五女。寛一は帝室林野局技師だった。
その長男忠昭は平成前期に東京文化学園事務局に勤務し、鎌倉市材木座に在住していた。忠昭夫人陽子は杉岡乕一長女

#### 大久保男爵家（春野）
同家は小田原大久保家の祖である忠世の弟忠佐の後裔で、代々遠江国淡海國玉神社の神職だった家だが、忠尚の代に明治維新を迎え、忠尚は明治政府で諸官を歴任し、海軍小書記官を経て海軍主計大監に就任した。
その長男の春野は陸軍に入隊し、フランス留学後、戸山学校長、士官学校長、韓国駐屯軍司令官などを歴任した後、日露戦争で第6師団長として戦功を挙げる。その勲功により明治40年9月に華族の男爵位に叙された。明治41年には陸軍大将に昇進。
大正4年に春野が死去した後、春野の三女安と川村鉄太郎伯爵の間の三男である光野が春野の養子として爵位を継承した。彼が昭和11年4月4日に死去した際、春野の長女潔子と金井延の間の三男義彦が跡を継ぐも、襲爵の手続きが取られなかったため失爵した。
義彦の長男は正彦（昭和13年7月生）、正彦の長男は雅彦（昭和48年5月生）である。

## 薩摩大久保氏
薩摩国出身の大久保利通の一族がいる。薩摩藩士の大久保家は藤原姓とされるが定かではない。『甲東逸話』では一説、源姓畠山氏の一族で戦国時代に京都から薩摩に移るという。また、寛文年間の『諸家大概』にその系図を偽者扱いされている大窪源太左衛門という人物が源姓畠山氏を称しているが、この人物と当大久保家との関係は不明。貞享年間に市来郷川上に下り、後年に鹿児島城下に戻るという。彼の一族については大久保利通を参照。
大久保利通は1884年（明治17年）の華族令施行前に暗殺されたが、その長男大久保利和は木戸正二郎（木戸孝允の養子）と並んで華族令施行とともに直ちに侯爵に叙される勲功華族として最上級の待遇を受けた（ほかの維新三傑の一人西郷隆盛の家は西南戦争により当初叙爵がなかったが、西郷赦免後の1902年にその息子の西郷寅太郎は直ちに侯爵位を受けるという大久保家・木戸家と同等の扱いを受けた）。利和が隠居すると弟の大久保利武が爵位を継承した。利武は内務官僚として大阪府知事などを歴任した。利武夫人の栄は近藤廉平男爵の長女。
利武の死後はその息子大久保利謙が爵位を継承した。利謙は歴史学者として著名である。彼の代の昭和前期の大久保侯爵家の邸宅は東京市芝区二本榎西町にあった。平成前期の当主も彼であり、当時は名古屋大学および立教大学の教授を務めており、住居は世田谷区成城にあった。利謙の夫人八重子は、米田国臣子爵の長女。